# Knurów (Nowy Targ)
Knurów ist eine Ortschaft mit einem Schulzenamt der Landgemeinde Nowy Targ im Powiat Nowotarski der Woiwodschaft Kleinpolen in Polen.

## Geographie
Der Ort liegt am Bach Knurówka unter den Gorcen.

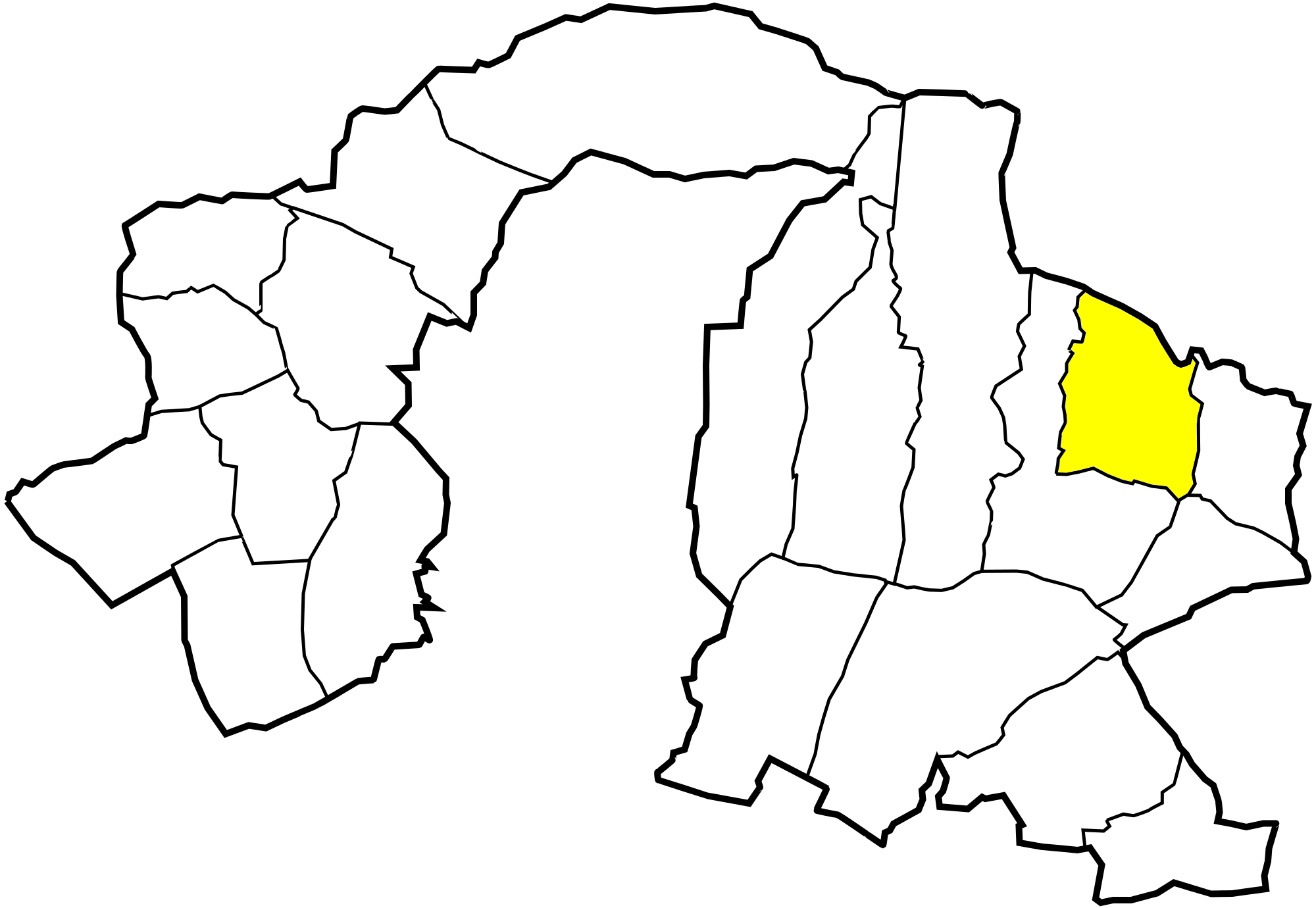
Dorf in der Gemeinde

## Geschichte
Um Jahre 1400 existierte dort eine Kapelle der Pfarrei in Dębno. Mit Harklowa und Szlembark hatte Knurów gemeinsame Besitzer, erst Familie Stadnicki, Lubomirski (17. Jahrhundert), ab 18. Jahrhundert Tarnowski. Ab 1777 gehörte Knurów zu Justyna Cisowska-Radecka, dann zur Familie Krobicki. Auf einer Auktion im Jahre 1868 wurden Grund und Boden des Adelsbesitzers von Bauern abgekauft.
Bei der Ersten Teilung Polens kam das Dorf 1772 zum neuen Königreich Galizien und Lodomerien des habsburgischen Kaiserreichs (ab 1804).
Die österreichische Verwaltung erbaute den militärischen Weg durch Gorce nach Ochotnica Górna, den sogenannten gościniec Barabów.
1918, nach dem Ende des Ersten Weltkriegs und dem Zusammenbruch der k.u.k. Monarchie, kam Knurów zu Polen. Unterbrochen wurde dies nur durch die Besetzung Polens durch die Wehrmacht im Zweiten Weltkrieg.
Von 1975 bis 1998 gehörte Knurów zur Woiwodschaft Nowy Sącz.